# Kleina (Siedegebäck)

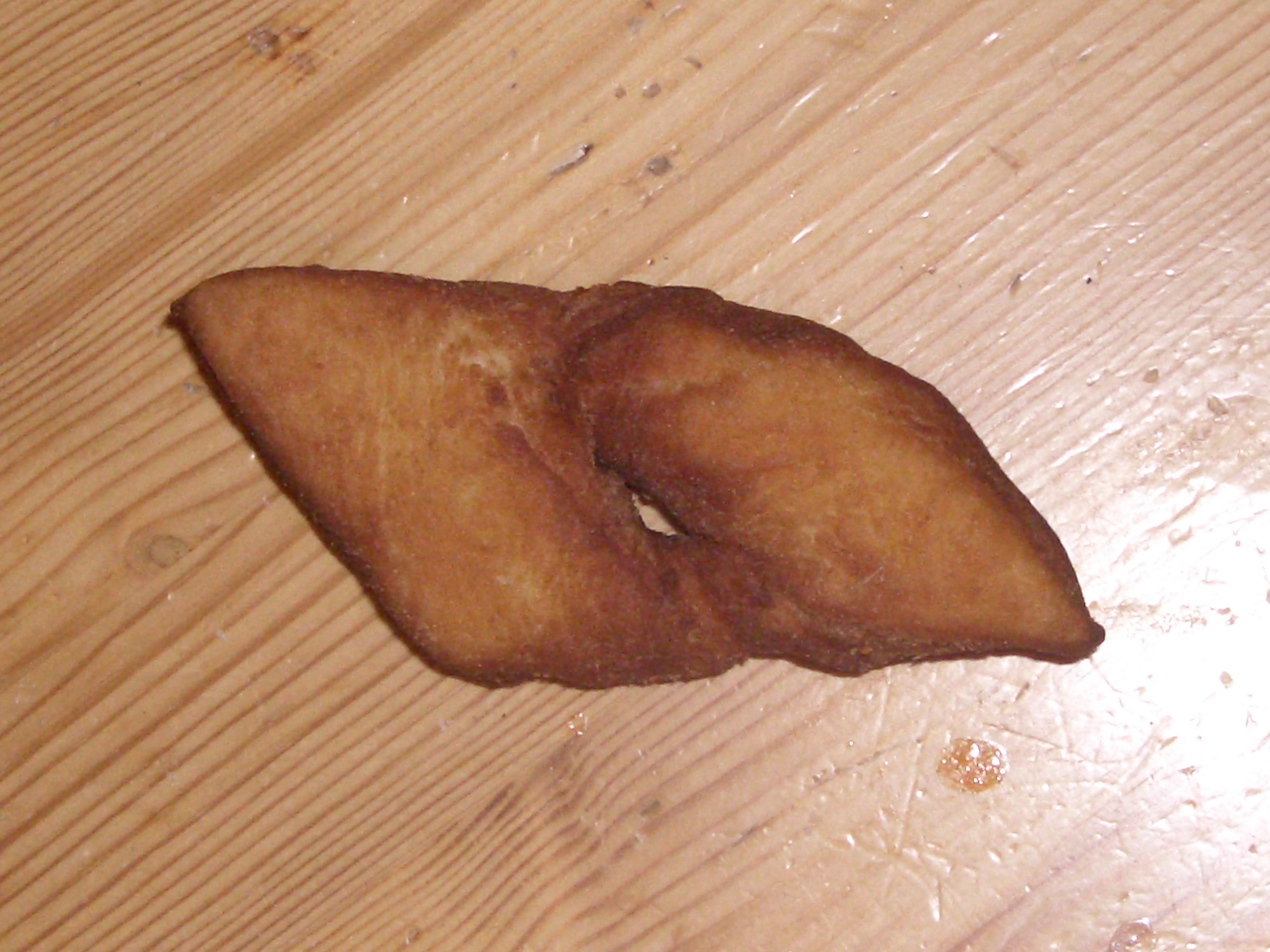
Kleina

Kleina, klenät, klena, klejner, kleyna und fattigmann sind verschiedene Namen für ein Siedegebäck, das in den skandinavischen Ländern weitverbreitet ist.
Der Name klenät (Plural: klenäter) kommt von dem schwedischen Wort klen für schlank bzw. zart. Ursprünglich ist dieses Wort allerdings niederdeutscher Herkunft, was darauf hindeuten könnte, dass das Gebäck anfangs aus Deutschland stammte.
Man verwendet ausgerollten Teig, der in kleine Rauten geschnitten wird. In der Mitte wird ein Schlitz herausgetrennt und danach ein Ende durch den Schlitz gezogen, um einen „Knoten“ zu erzeugen. Das Gebäck wird daraufhin in Öl oder anderem Fett frittiert.
Im Großteil Skandinaviens werden klenäter traditionell in der Weihnachtszeit gegessen, am häufigsten im Süden Schwedens, aber auch in Norddeutschland, Norwegen und Dänemark. Manchmal werden sie noch mit Zucker oder Puderzucker bestreut oder gar mit Glasur verziert.
In Island sind kleinur ein alltägliches Gebäck und werden im ganzen Land entweder einzeln in Bäckereien oder in größeren Packungen im Supermarkt verkauft.
In der skandinavischen Kultur werden die Backwaren gerne für ein Spiel zu Weihnachten verwendet. Dabei befestigt man ein klenät an einer Schnur und hängt es dann in einen offenen Türeingang. Zwei Personen nehmen an diesem Spiel teil, aber weitere Gäste schauen meist dabei zu, damit eine gute Stimmung aufkommt.
Ein Teilnehmer muss versuchen, die kleina nur mit Hilfe seines Mundes von der Schnur zu beißen, während der andere Teilnehmer das andere Ende der Schnur hin und her bewegt, um es dem anderen schwerer zu machen.

## Zubereitung

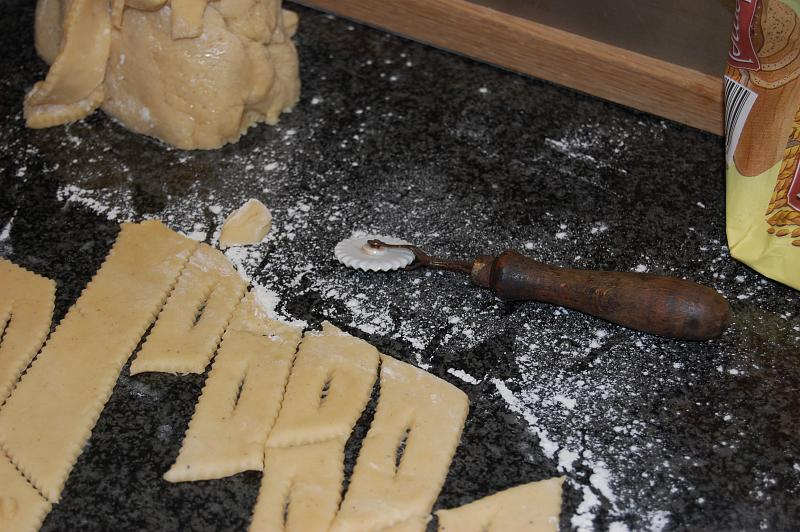
Das Zuschneiden der klejner mit einer klejnespore

Der Teig für klenäter besteht aus Mehl, Eigelb, Zucker und Margarine oder Butter. Er wird ausgerollt und dann in Streifen geschnitten. In Island geschieht dies meist mit einem besonderen Schneiderad, dem kleinujárn (ein Pizzaschneider kann ebenfalls benutzt werden). Die Größe der Streifen variiert, aber etwa 10 cm sind üblich. Dann werden die noch ungebackenen Streifen mit Frischhaltefolie bedeckt und für ca. zwei Stunden an einem kalten Ort gelagert. Anschließend werden sie in Öl oder manchmal auch in Schmalz frittiert, wobei sie sich ausdehnen und die typische Form annehmen.
Traditionell werden isländische kleinur in Schafstalg frittiert, doch heutzutage wird hauptsächlich Öl benutzt.
Zitronensaft, Brännvin oder Cognac können wahlweise noch als Zutaten für das Gebäck benutzt werden. Mit Wasser verdünnte Essigsäure ist ebenfalls möglich.
Eine Alternative zu klenäter sind sog. Smördegsklenätter (Blätterteig-Taschen).
Kleinur bzw. Klenäter sollten trocken gelagert werden. Der noch nicht frittierte Teig kann im Kühlschrank eine Woche lang aufbewahrt werden. Am besten werden kleinur frisch gebacken und lauwarm serviert.

## Geschichte
Kleinur sind schon seit sehr langer Zeit bekannt. Ein Rezept für kleinur findet sich bereits im ersten isländischen Kochbuch, das vom Juristen und Verleger Magnús Stephensen (1762–1833) im Jahr 1800 unter dem Namen von Marta María Stephensen, der Frau seines Bruders, herausgegeben wurde.
Ebenfalls wird in dem schwedischen Gedicht „Grevinnans besök“ (deutsch: Der Besuch der Gräfin) von Anna Maria Lenngren von 1800 auf klenäter hingewiesen. In diesem Gedicht ist eine Gräfin zu einem Abendessen im Haus eines Pfarrers eingeladen, bei dem sie als Teil der Vorspeise klenäter serviert bekommt.
Außerdem kommen klenäter häufig in Weihnachtsgeschichten der bekannten schwedischen Autorin und Nobelpreisträgerin für Literatur (1909) Selma Lagerlöf vor.

## Regionale Unterschiede
In Norwegen wird das Gebäck Fattigman (deutsch: armer Mann) oder Fattigmann Bakkels (deutsch: Gebäck des armen Mannes) genannt, weil es hieß, dass die teuren Zutaten einen nach der Zubereitung verarmt (fattig) zurückließen. Fattigmann werden meist zusätzlich zu den anderen Zutaten auch noch mit Zimt und Kardamom gebacken.
In den Gebieten Nordamerikas, wo Skandinavier während des 19. Jahrhunderts und zu Beginn des 20. Jahrhunderts siedelten, ist dieses Gebäck ebenfalls bekannt.